# Liste de ponts de Loir-et-Cher
Liste de ponts de Loir-et-Cher, non exhaustive, représentant les édifices présents et/ou historiques dans le département de Loir-et-Cher, en région Centre-Val de Loire.

## Grands ponts
Les ouvrages de longueur totale supérieure à 100 m en Loir-et-Cher sont classés ci-après.

### Principaux ponts sur la Loire
La Loire, fleuve majeur de la région du Val de Loire, traverse le centre du département, et dessert notamment le chef-lieu Blois.
| Image                            | Pont                       | Rive gauche        | Rive droite | Longueur totale | Localisation                | Type du pont               | Route  | Année | Monument historique                      | Commentaire |
| -------------------------------- | -------------------------- | ------------------ | ----------- | --------------- | --------------------------- | -------------------------- | ------ | ----- | ---------------------------------------- | ----------- |
| Pont de Muides-sur-Loire         | Pont de Muides-sur-Loire   | Muides-sur-Loire   | Courbouzon  | 330 m           | 47° 40′ 29″ N, 1° 31′ 36″ E | Pont bow-string            | D 112  | 1932  |                                          |             |
| Pont Charles-de-Gaulle (Blois)   | Pont Charles-de-Gaulle     | Blois et Vineuil   | Blois       | 396 m           | 47° 35′ 36″ N, 1° 21′ 17″ E | Pont en béton précontraint | D 956  | 1970  |                                          |             |
| Pont Jacques-Gabriel (Blois)     | Pont Jacques-Gabriel       | Blois              | Blois       | 283 m           | 47° 35′ 06″ N, 1° 20′ 15″ E | Pont en maçonnerie         | D 956b | 1724  | Inscrit MH (1937) · Notice no PA00098391 |             |
| Pont François-Mitterrand (Blois) | Pont François Mitterrand   | Blois              | Blois       | 384 m           | 47° 34′ 35″ N, 1° 19′ 22″ E | Pont mixte acier-béton     | D 951  | 1994  |                                          |             |
| Pont de Chaumont-sur-Loire       | Pont de Chaumont-sur-Loire | Chaumont-sur-Loire | Onzain      | 425 m           | 47° 29′ 09″ N, 1° 11′ 25″ E | Pont mixte acier-béton     | D 1    | 1970  |                                          |             |

### Principaux ponts sur le Loir
Le Loir est un affluent de la Loire, qui traverse le nord du département via Vendôme.

### Principaux ponts sur le Cher
Le Cher est un autre affluent de la Loire, qui traverse quant à lui le sud du département.

### Ponts présentant un intérêt architectural ou historique

#### Ponts classés monuments historiques en Loir-et-Cher
- Pont Jacques-Gabriel - Blois - XVIIIe siècle ; XIXe siècle ; XXe siècle[1]
- Pont - Huisseau-sur-Cosson - XVIe siècle ; XVIIe siècle
- Pont sur le Loir - Lavardin - XVe siècle[2]
- Pont-levis à flèche (canal de Berry) - Mennetou-sur-Cher - XIXe siècle
- Pont - Mont-près-Chambord
- Pont - Romorantin-Lanthenay - XIXe siècle
- Pont de la route nationale sur le Cosson - Saint-Gervais-la-Forêt - XVIIIe siècle[3]
- Pont - Selles-sur-Cher - XVe siècle ; XIXe siècle
- Pont-canal sur la Sauldre - Selles-sur-Cher et Châtillon-sur-Cher - XIXe siècle[4]
- Arche des Grands Prés sur le Loir - Vendôme[5].

## Sources
- Base de données Mérimée du Ministère de la Culture et de la Communication.

1. ↑  « Pont sur la Loire », notice no PA00098391, sur la plateforme ouverte du patrimoine, base Mérimée, ministère français de la Culture
2. ↑  « Pont sur le Loir », notice no PA00098464, sur la plateforme ouverte du patrimoine, base Mérimée, ministère français de la Culture
3. ↑  « Pont sur la rivière le Cosson », notice no PA00098580, sur la plateforme ouverte du patrimoine, base Mérimée, ministère français de la Culture
4. ↑  « Ouvrage du canal de Berry », notice no PA41000059, sur la plateforme ouverte du patrimoine, base Mérimée, ministère français de la Culture
5. ↑  « Arche des Grands Prés sur le Loir », notice no PA00098634, sur la plateforme ouverte du patrimoine, base Mérimée, ministère français de la Culture